# 方衣
方衣為台灣原住民的一種服裝型式，由兩條窄幅長條形的麻布衣料拼縫成無領的長衣或背心，可分為有袖與無袖兩種。
方衣的製作是將兩幅布並齊排列，將中間縫起，縫到全長的二分之一時停止，再將兩幅布折起，中間沒有縫的在上，縫過的在下，再將布邊兩側縫起，即把同幅上下兩層連在一起，從下往上縫起，並留下適當出手口。

## 式樣

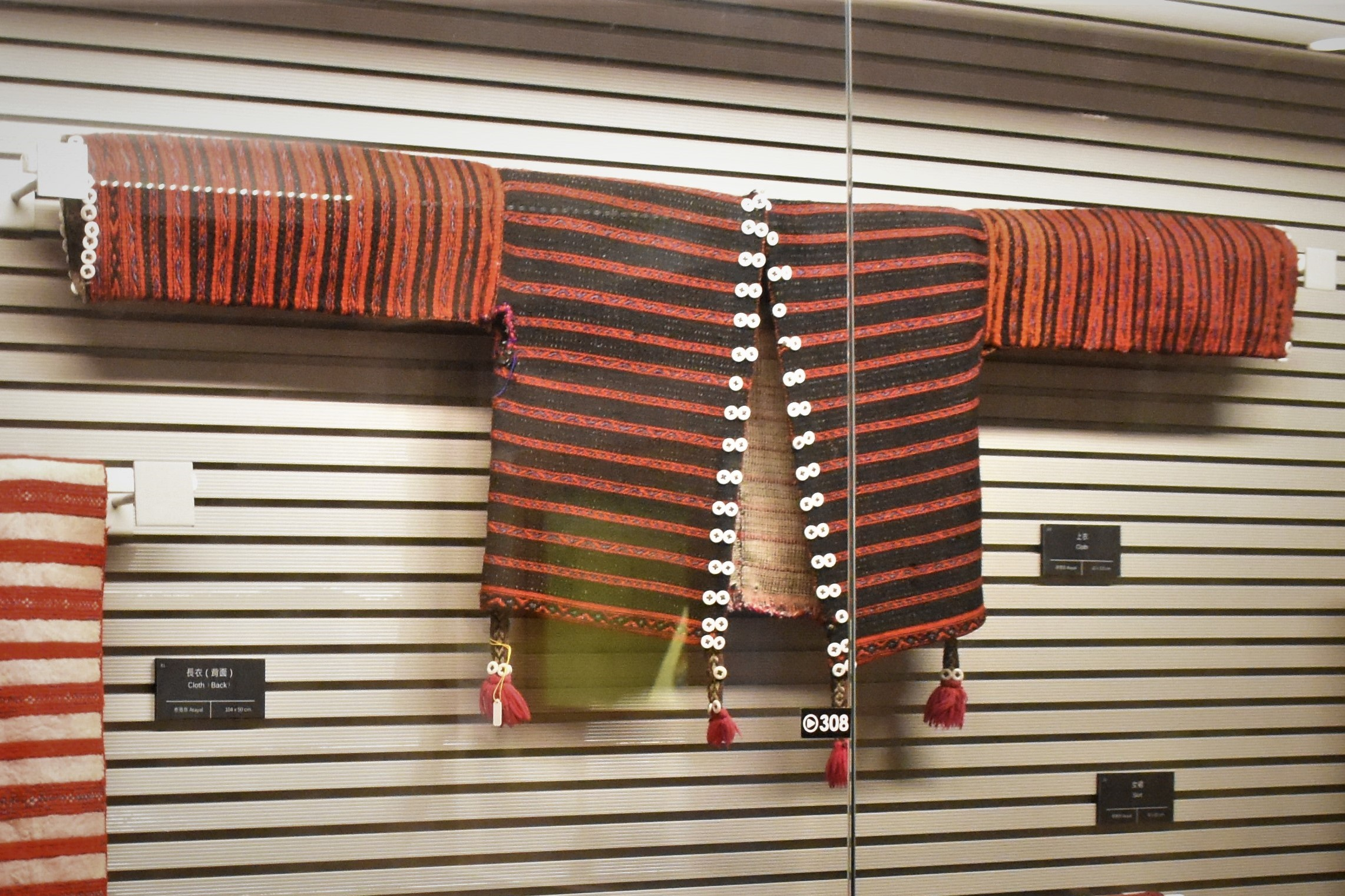
泰雅族上衣
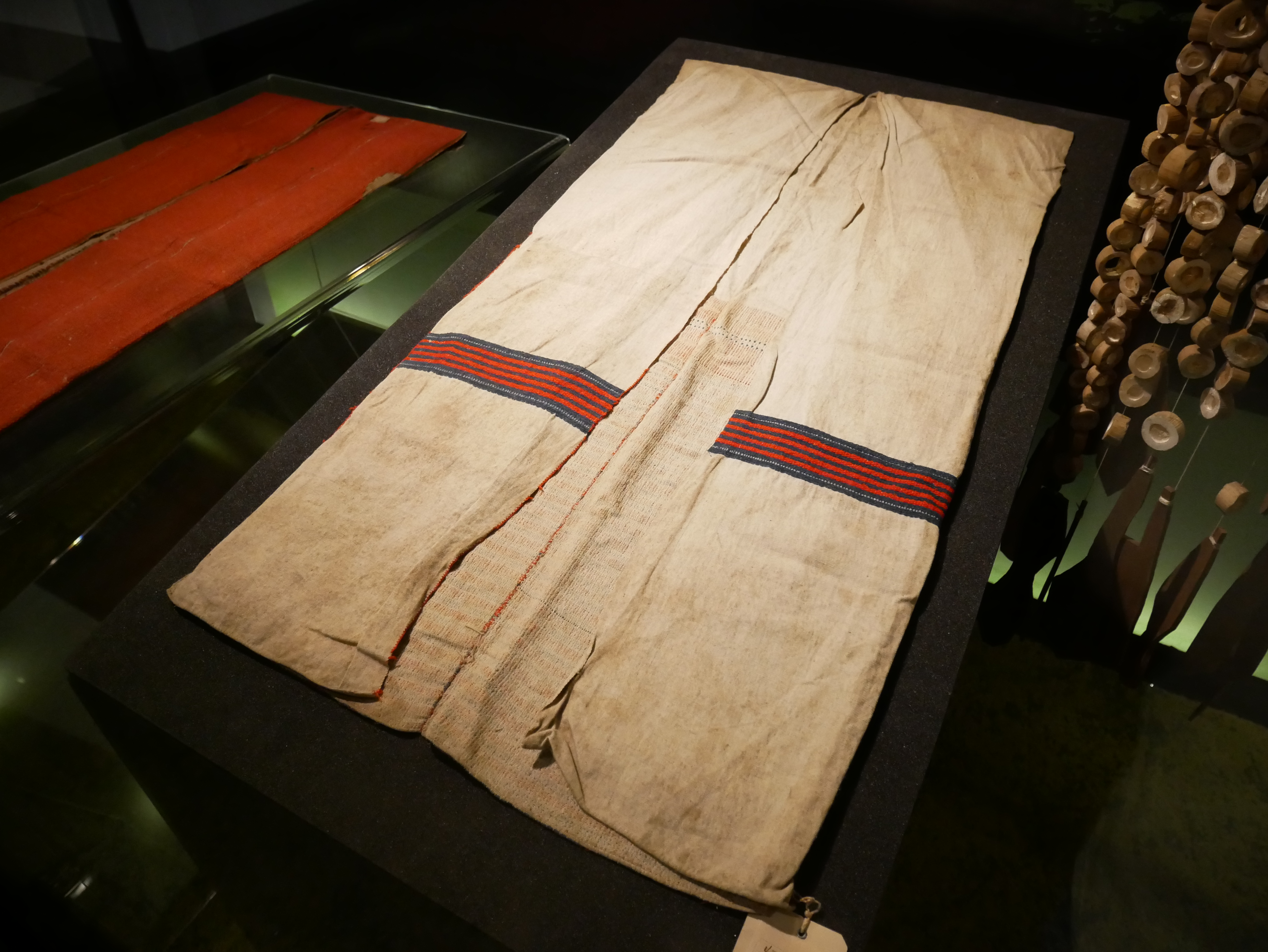
泰雅族大嵙崁群男子無袖長衣
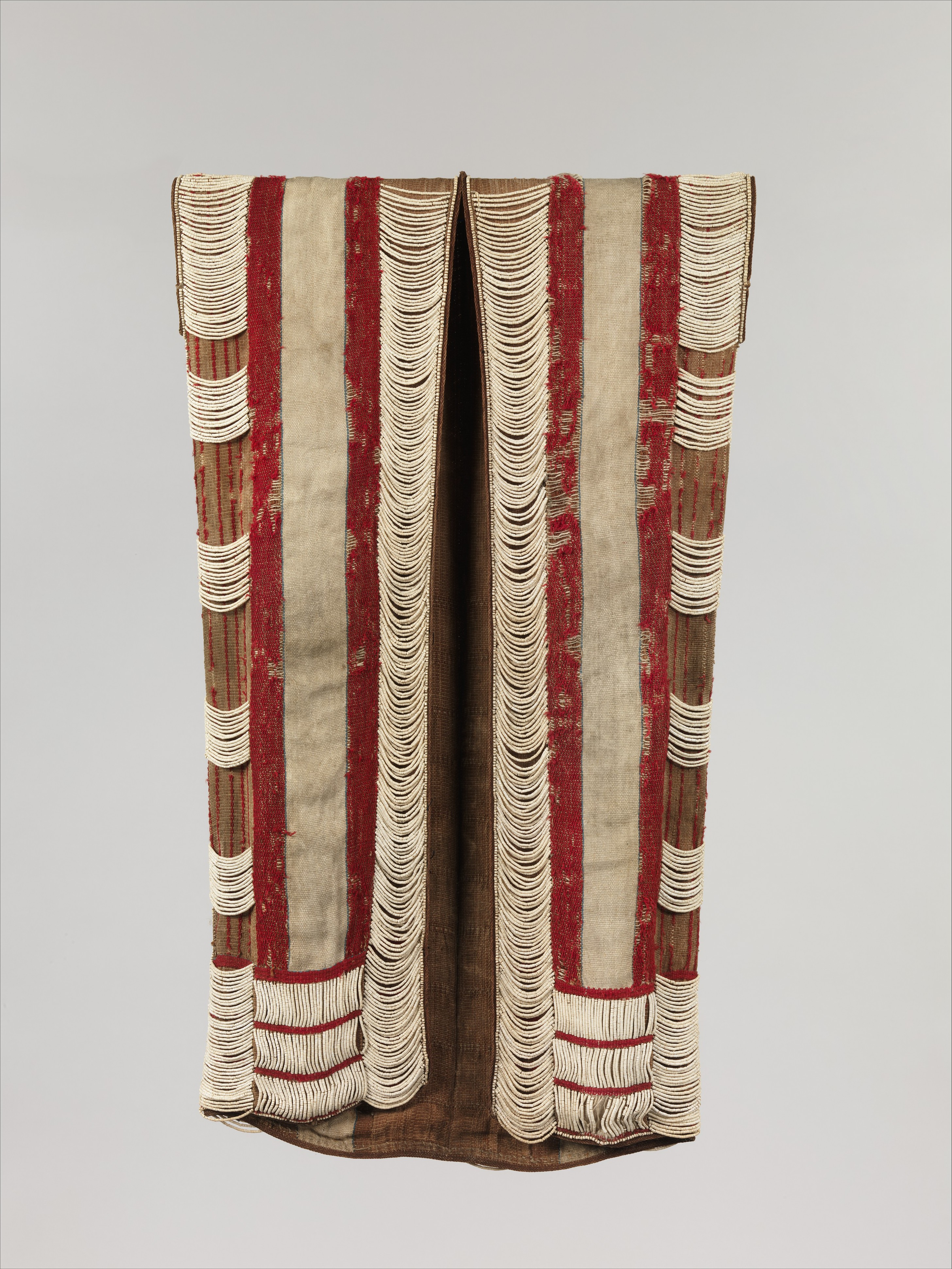
泰雅族貝珠衣
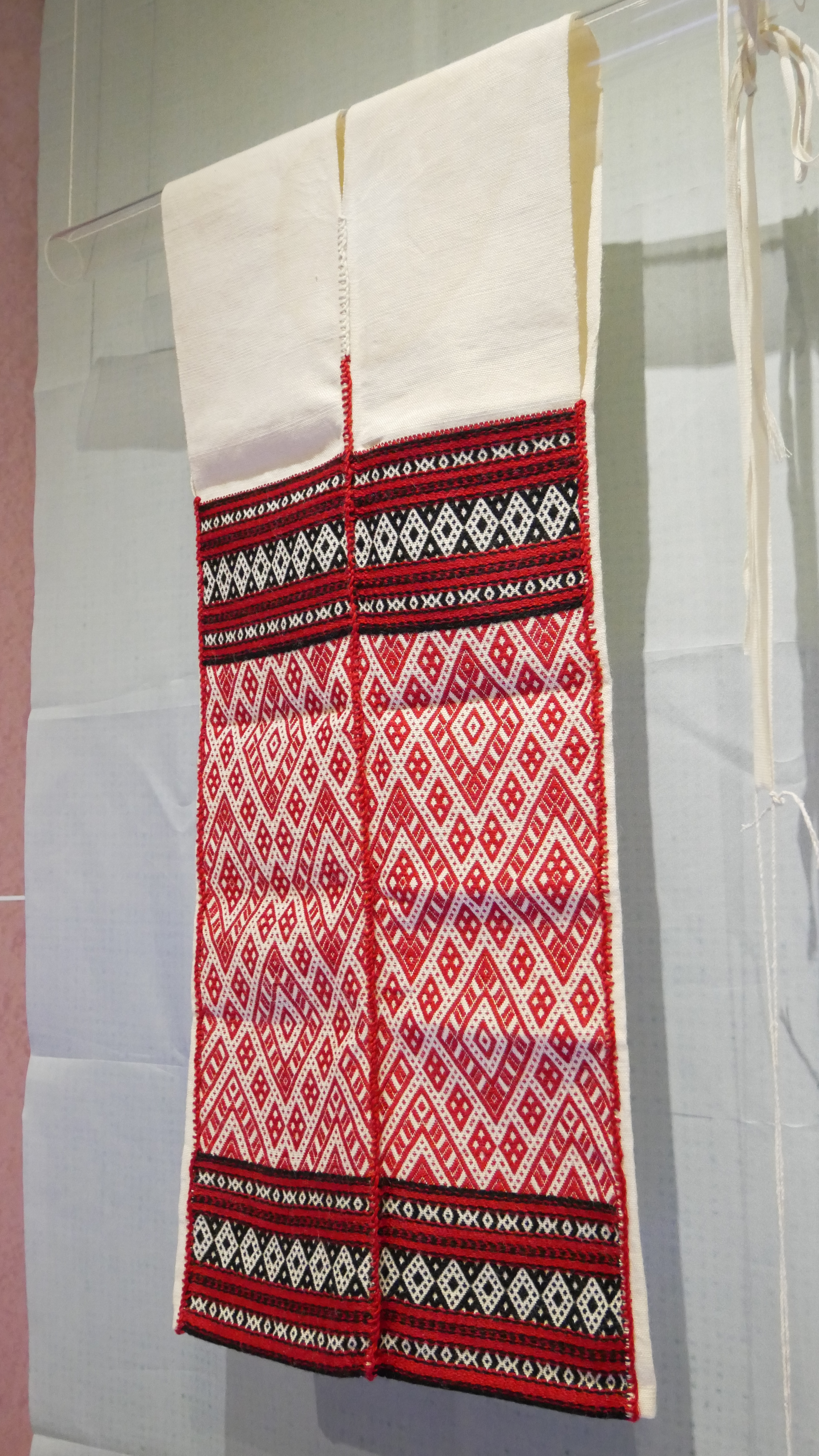
賽夏族東河社無袖長衣
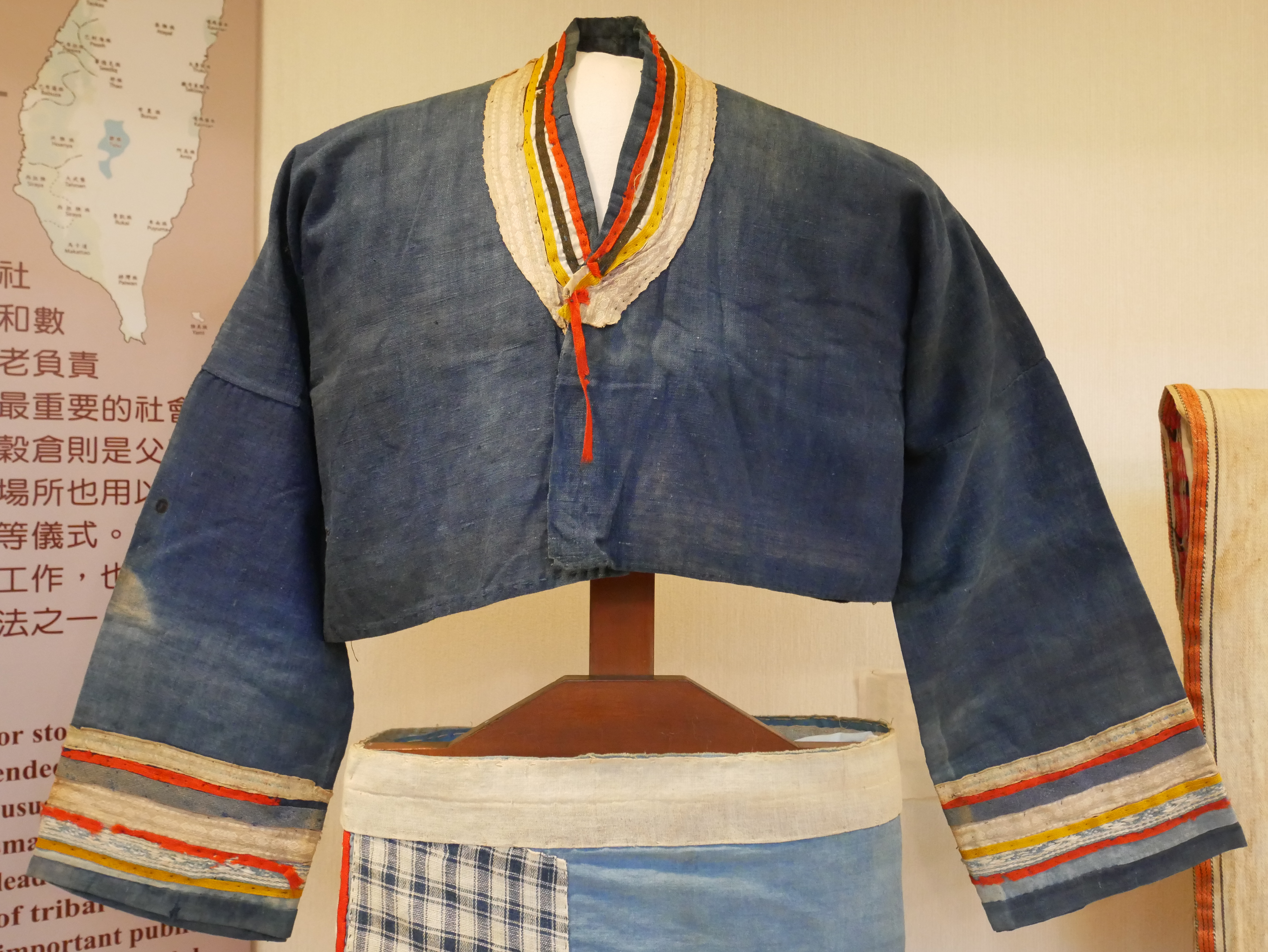
鄒族達邦社女子長袖短衣
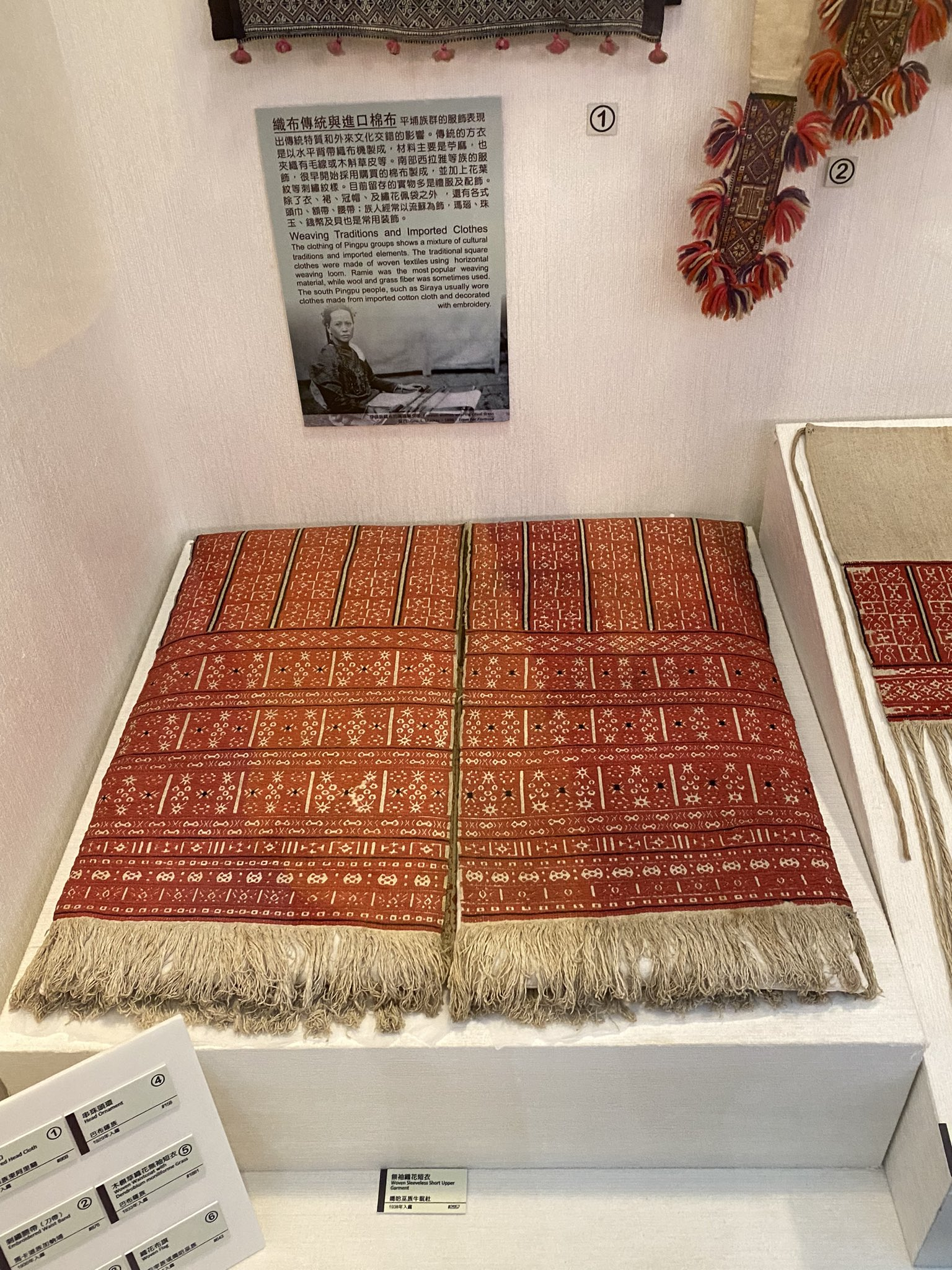
噶哈巫族牛眠社無袖織花短衣
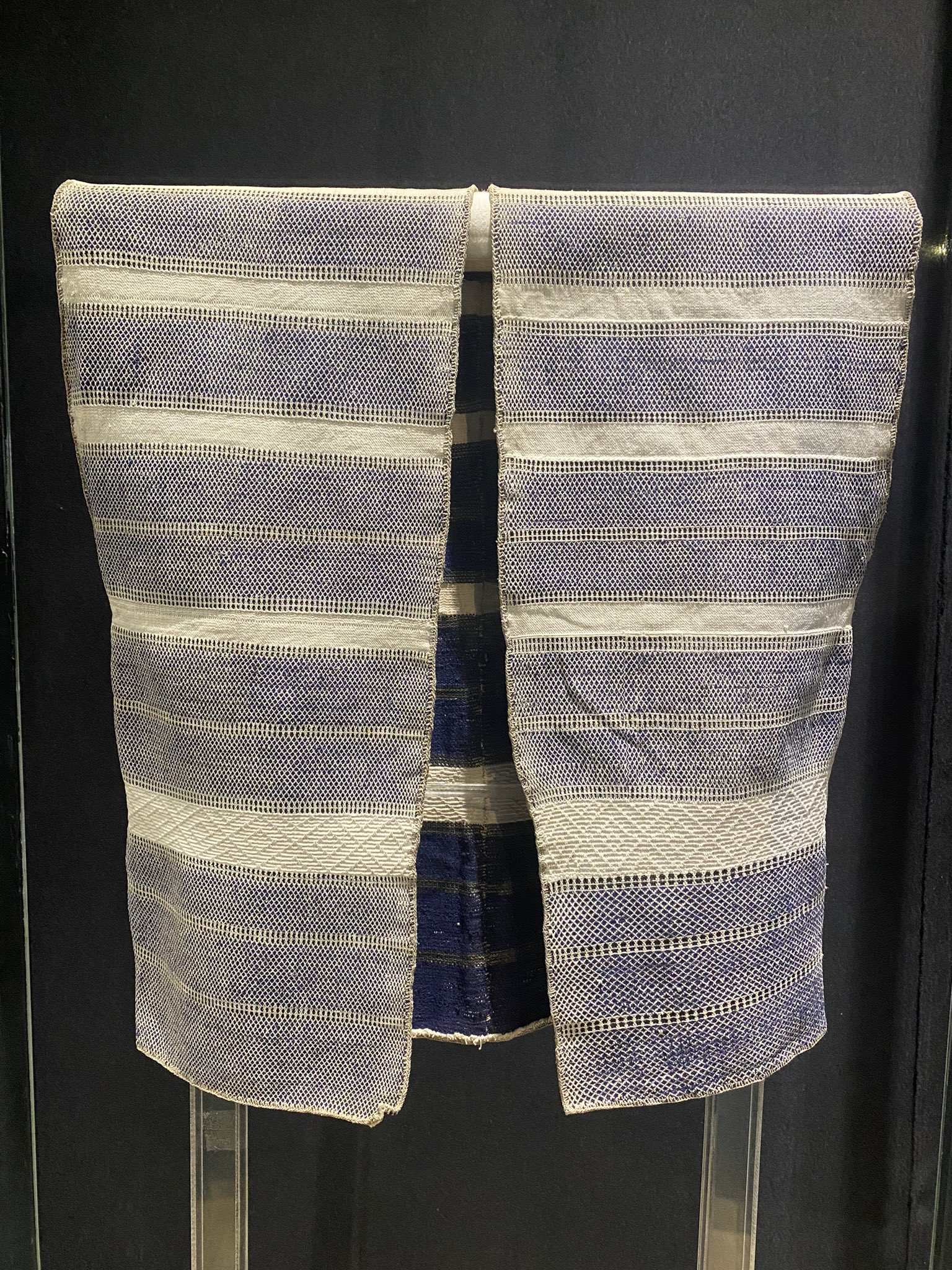
達悟族男子上衣
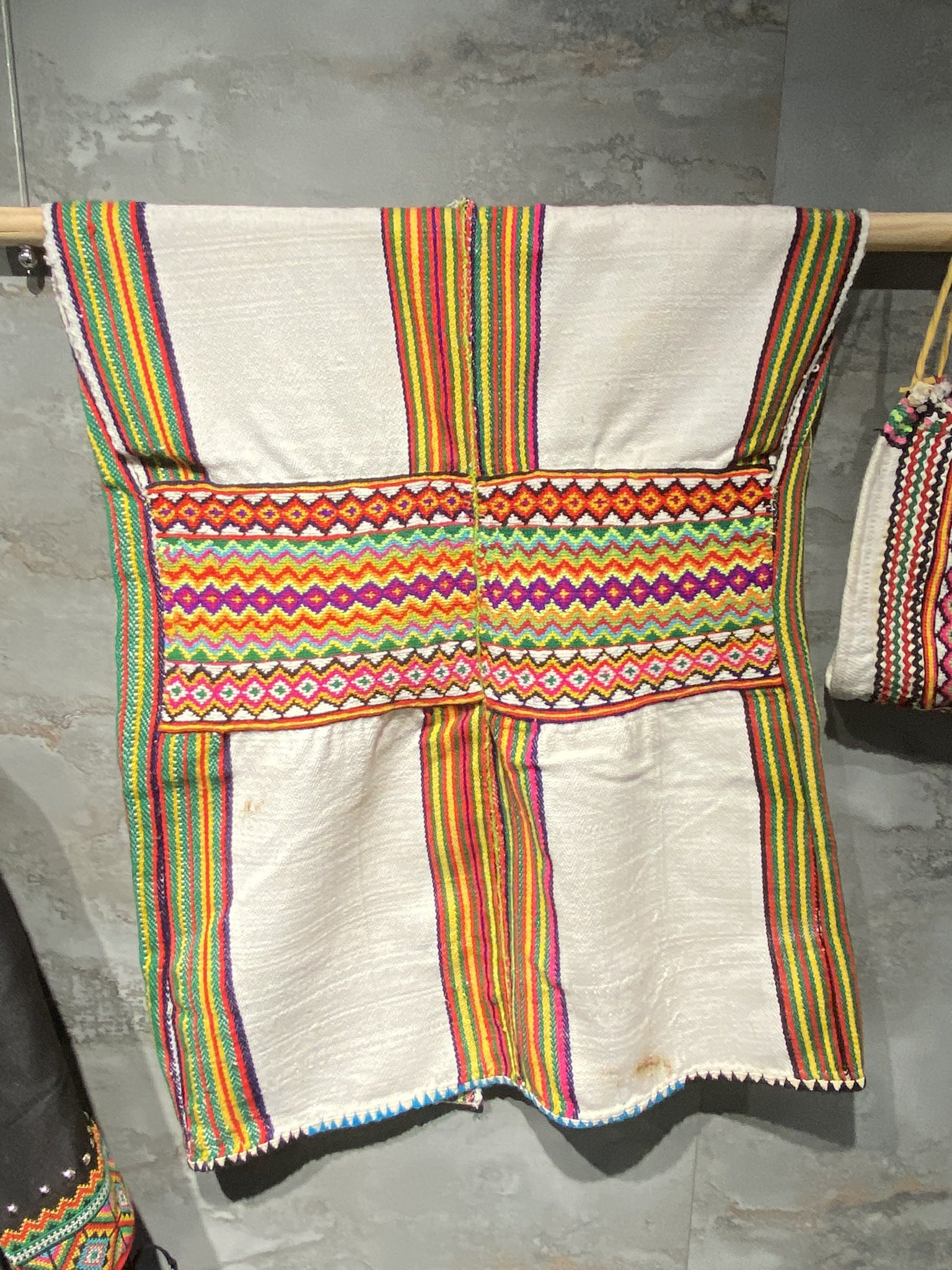
布農族男子上衣
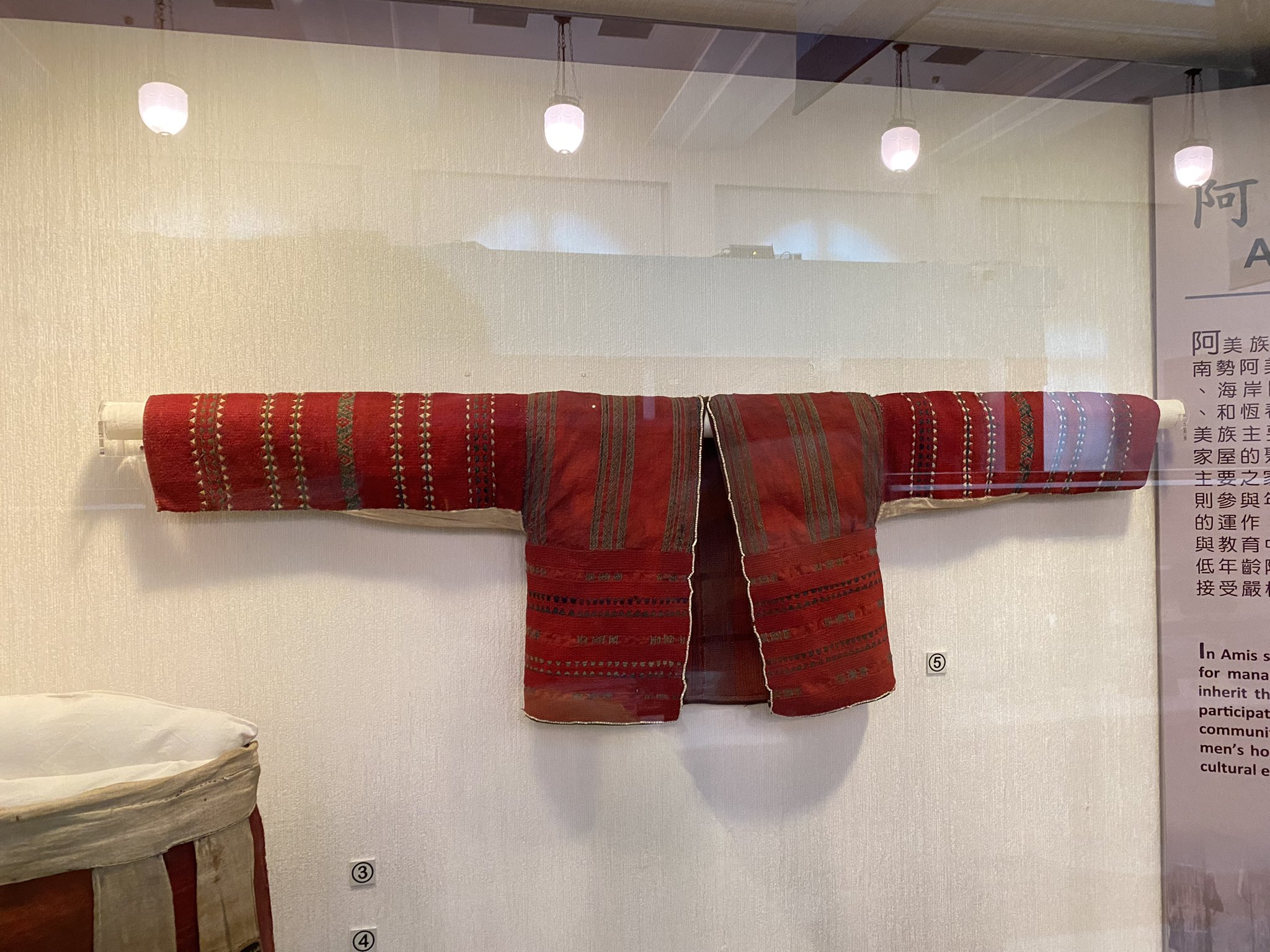
阿美族薄薄社長袖短上衣
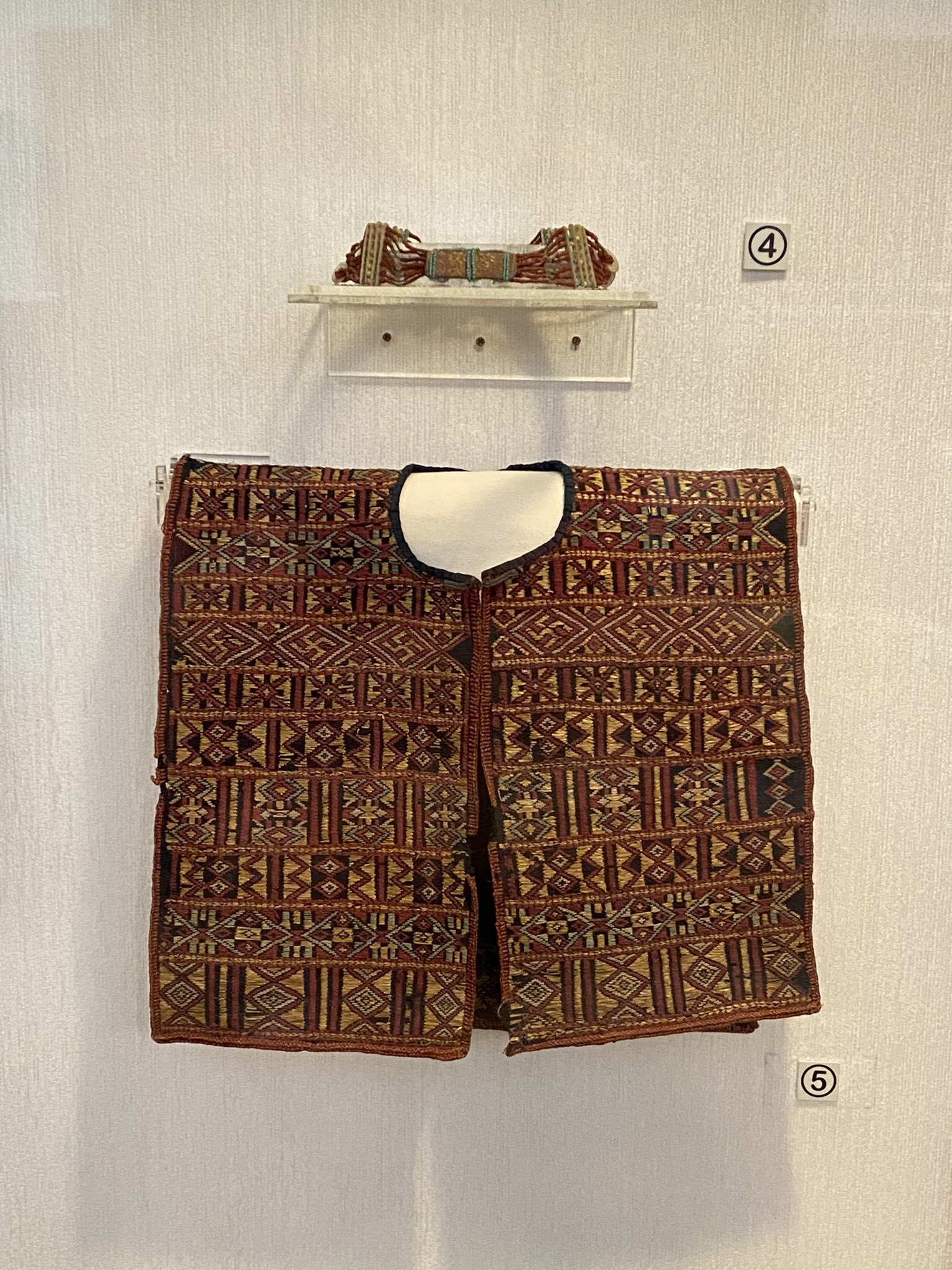
巴布薩族織花短衣
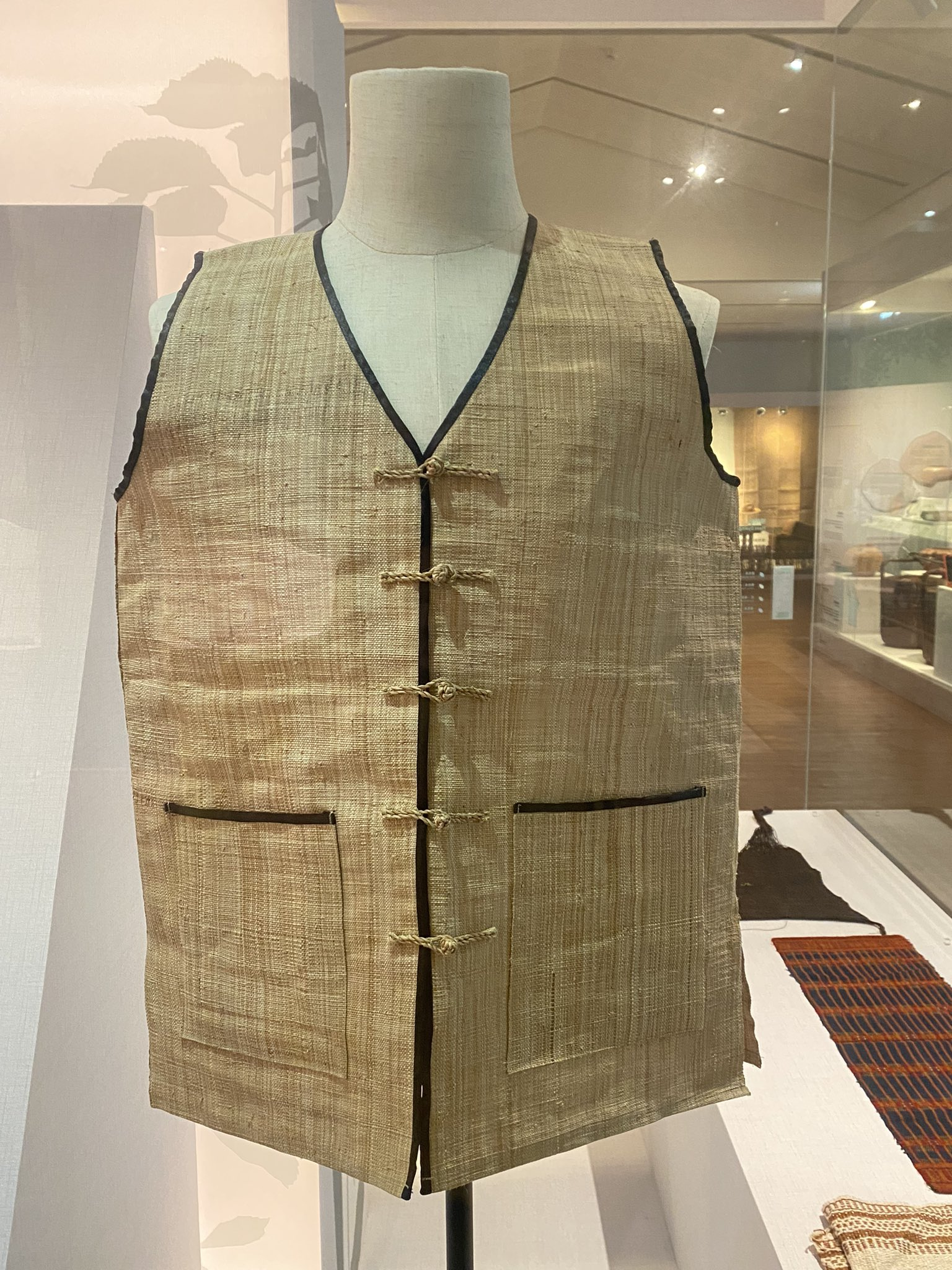
噶瑪蘭族香蕉絲衣
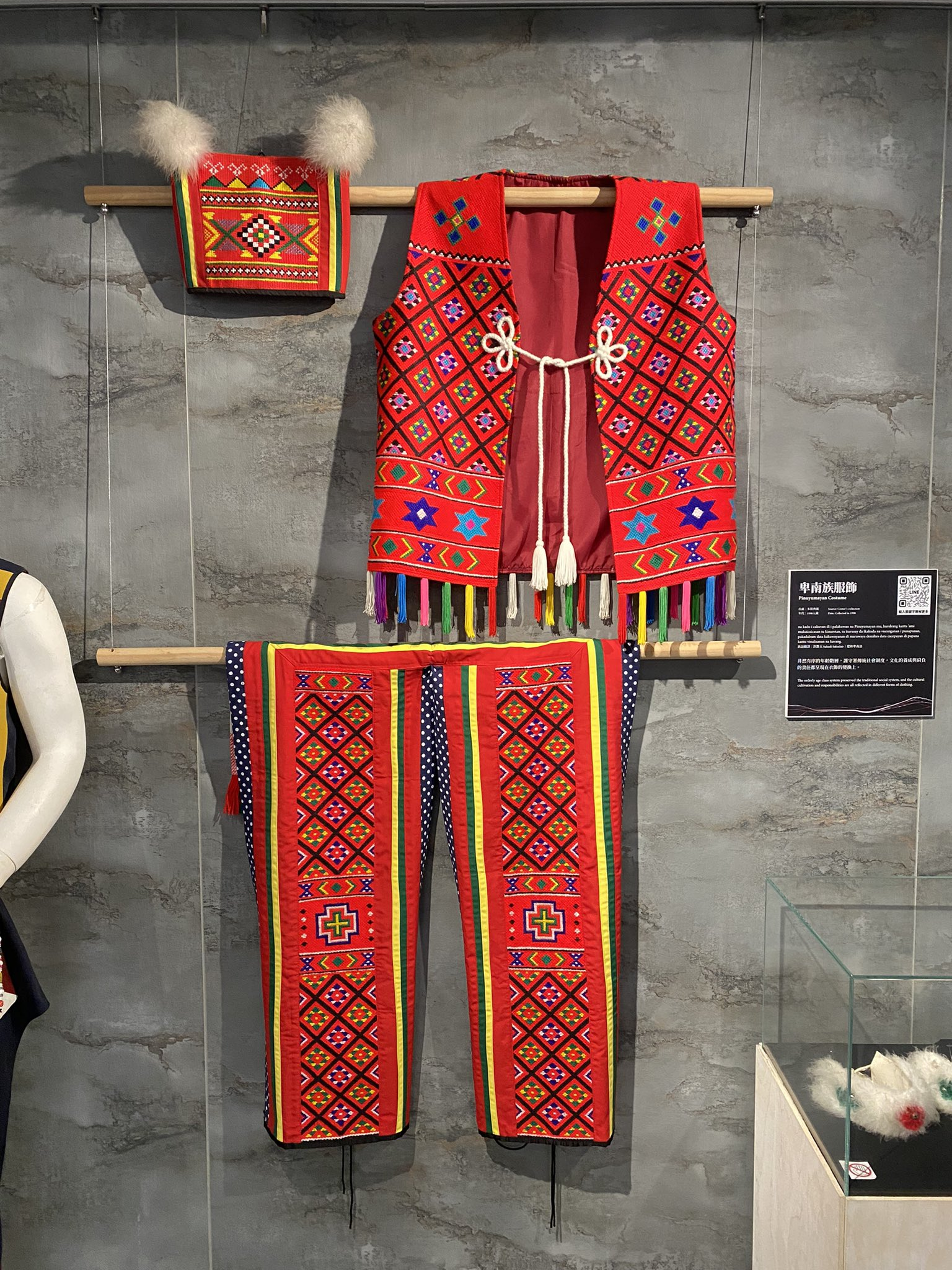
卑南族男子服飾